# Remo Golfarini
Remo Golfarini (Livorno, 11 marzo 1941) è un ex pugile italiano,  Campione italiano ed europeo dei pesi superwelter e Campione italiano dei pesi medi.

## Biografia

### Carriera da dilettante
Si forma alla scuola del pugilato livornese che ha dato campioni come Franco Nenci (medaglia d'argento alle Olimpiadi di Melbourne 1956), Mario Sitri, Franco Brondi e, insieme a lui, Romano Fanali . In vista dei Giochi olimpici di Roma, nel 1960, il tecnico della Nazionale italiana, Natalino Rea, sceglie di far combattere nei pesi welter il Campione europeo dei Pesi superwelter, Nino Benvenuti. Per l'individuazione del rappresentante italiano in sostituzione del triestino è quindi allestito un torneo eliminatorio quadrangolare tra Sandro Mazzinghi,  Carmelo Bossi e Remo Golfarini. Il livornese è però sconfitto da entrambi.
Il prosieguo della carriera dilettantistica di Remo Golfarini è comunque abbastanza soddisfacente. Nel 1962, a Modena e nel 1963 a Pesaro è campione d'Italia dei superwelter. L'anno successivo è Campione mondiale militari a Francoforte e Medaglia di bronzo ai Giochi del Mediterraneo, a Napoli, battendo al primo turno il francese Jo Gonzales. 
Proprio nella semifinale dei Giochi del Mediterraneo, Golfarini riporta una brutta frattura alla mano che gli impedisce di combattere per tutto il 1964 e gli darà problemi per il resto della carriera. Per tale motivo, non partecipa alle Olimpiadi di Tokyo. 
Nella carriera dilettantistica combatte in tutto 66 volte, con 46 vittorie, 16 sconfitte e 4 pari.

### Carriera da professionista

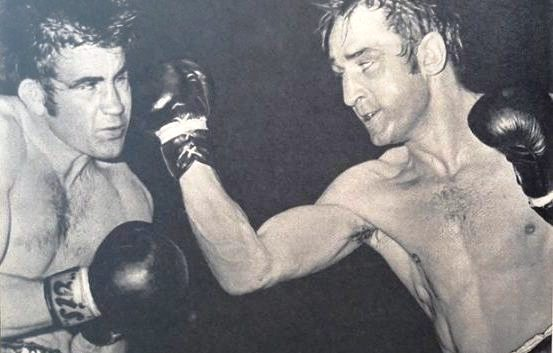
Roma, 29 dicembre 1968. Remo Golfarini (a destra) conquista il titolo europeo battendo Jo Gonzales

Passa al professionismo nel 1965. Conquista il titolo italiano dei superwelter il 17 giugno 1966, strappandolo ad Armando Pellarin, per intervento del medico tra il primo e il secondo round. Lo mantiene nell'incontro di rivincita il 23 novembre successivo, a Genova, per Kot all'ottava ripresa, dopo che l'avversario, mandato al tappeto dal livornese, era stato salvato dal gong
.
Il 10 febbraio 1967 si prende la rivincita con l'inglese James Shelton, unico sino ad allora ad averlo battuto. Mantiene nuovamente la cintura italiana, per no contest alla quinta ripresa, con Luigi Patruno sul ring di Siracusa. 
Il 15 dicembre 1967 combatte a Roma niente meno che con il Campione del Mondo dei pesi medi, Emile Griffith, impegnato in un incontro di rodaggio prima di affrontare per la terza volta Nino Benvenuti. Non va oltre la sconfitta per Kot al sesto round.
Abbandona il titolo italiano per disputare la semifinale per il titolo europeo, in possesso di Sandro Mazzinghi contro il connazionale poi naturalizzato francese Fabio Bettini, già avversario di grandissimi pugili come Benvenuti e Sugar Ray Robinson. Golfarini si impone ai punti in dodici riprese. Purtroppo, il match con Mazzinghi non si farà mai avendo questi, nel frattempo, rinunciato al titolo europeo, essendo tornato Campione del Mondo.
Golfarini è designato nuovamente a combattere per il titolo italiano dei superwelter e se lo aggiudica, sconfiggendo il napoletano Mario Lamagna per ferita alla terza ripresa, il 30 agosto 1968, nel capoluogo campano. Ottiene nuovamente la chance di combattere per la cintura europea dei superwelter e non se la fa sfuggire, battendo ai punti il francese Jo Gonzales, a Roma, il 29 novembre successivo.
Difende vittoriosamente il titolo europeo a Vienna, battendo l'austriaco Peter Maklewitz per Kot alla decima ripresa, il 6 maggio 1969. Poi, per Golfarini, inizia una inesorabile parabola discendente. Perde il titolo europeo ai punti contro il tedesco Gerhard Piaskowy, sul ring di Vibo Valentia. È poi sconfitto a Rieti dallo spagnolo José Hernández ai punti. Non scenderà più vittorioso dal ring.
Il 27 marzo 1970 non riesce a riconquistare il titolo italiano dei superwelter, perdendo a Udine da Aldo Battistutta ai punti. Stesso esito ha il suo tentativo di riconquistare quello dei medi, il 21 aprile 1971, contro Luciano Sarti, a Padova.
Il successivo mese di giugno consegue un incoraggiante pari a Vienna contro Johann Orsolics, già ostico avversario di Arcari e Bossi. Poi, però, subisce un disastroso KO alla seconda ripresa dai pugni del francese Gratien Tonna, a Cannes nel 1972 e si ritira dalla boxe.